# Goran Tomašević
Goran Tomašević (Spalato, 21 giugno 1990) è un pallanuotista australiano, centroboa della nazionale australiana.